# Хесвейк (замок)
Хесвейк (нидерл. Kasteel Heeswijk) — средневековый замок на воде близ города Хесвейк, в общине Бернхезе, в провинции Северный Брабант, Нидерланды.

## Описание

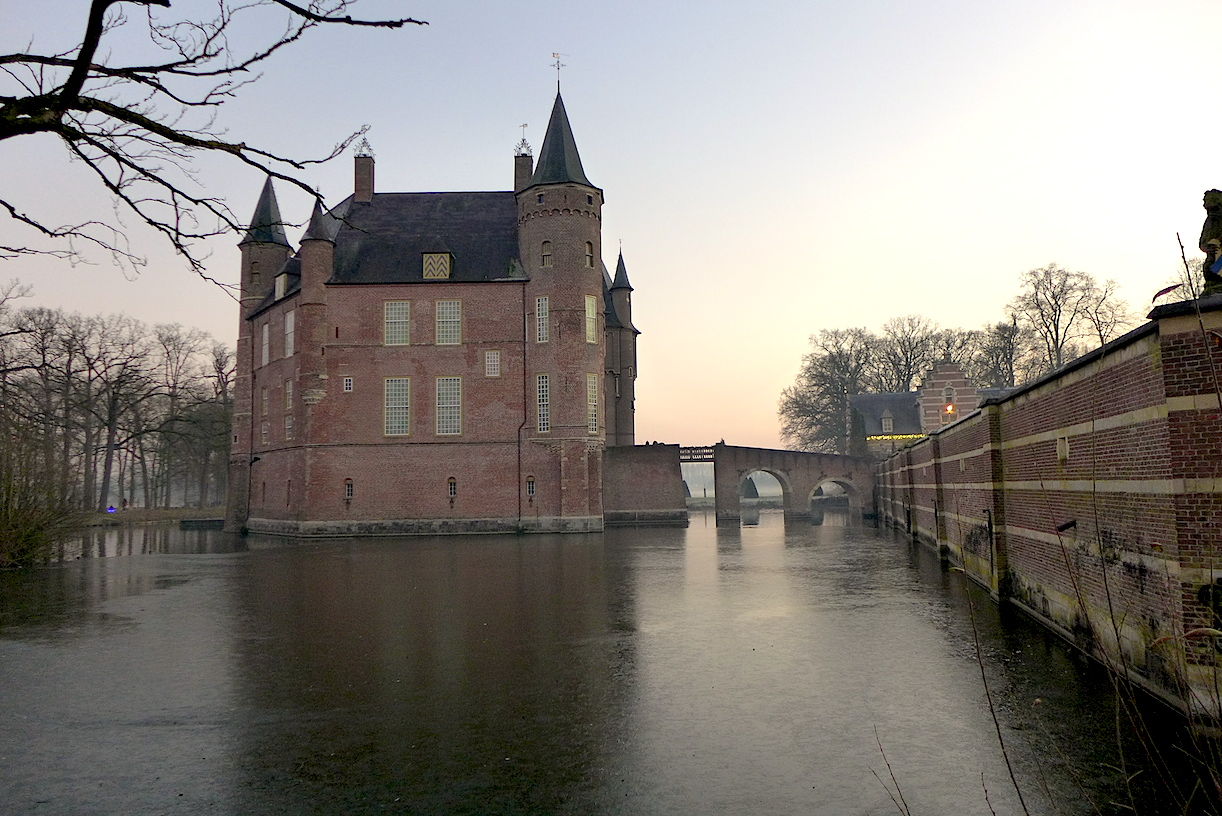
Вид замка с северной стороны

Главный замок построен на вершине искусственного холма, оставшегося от старого укрепления типа Мотт и бейли. В подвале при раскопках обнаружен суглинок, содержащий остатки болотного железа и туфа, оставшихся от ранней укреплённой резиденции. В подвалах также можно видеть фрагменты стен XIV века. Наружные каменные стены достигали толщины трёх метров. Постройки надземной части современного главного замка относятся к XV и XVI векам. От самых старых сооружений остались две круглые башни по углам и одна надвратная башня. Разводной мост, который вёл во внутренний двор, заканчивался у основания этой утраченной башни.
Большая круглая башня, а также примыкающие к ней галерея и арсенал, — это постройки XIX века. При этом башня построена на старом фундаменте. Таким образом, эти сооружения, вполне уместны.
Форбург (внешние укрепления) представляет собой прекрасный образец построек XVI века. Здешние здания отличает такой узнаваемый элемент, как ступенчатый щипец. Стены домов возведены из чередующихся рядов кирпича и камня, придавая фасадам уникальный «полосатый» вид. Форбург окружён отдельной стеной. Форбург, также как и главный замок, со всех сторон окружён водой.

## История

### Ранний период
Первое укрепление в данном месте было построено около 1080 года. Это был раннесредневековый замок типа Мотт и бейли. Первым известным владельцем Хесвейка был Амельрик ван Хесвейк. Его имя встречается в документах XII века. В конце того же столетии упоминался Хуберт ван Хесвейк (возможно, сын Амельрикуса).
В XIII веке лордов, давших имя замку, сменил Вальравен ван Бентхайм, принадлежавший к семье графов Бентхайм. Вальравен, судя по документам, был ещё жив в 1308 году. В том году собственником замка стал граф Ян Мегенский и оставался им до своей смерти примерно в 1346 году. После этого собственником Хесвейка стал Ян ван Бентхайм, внук Вальравена.

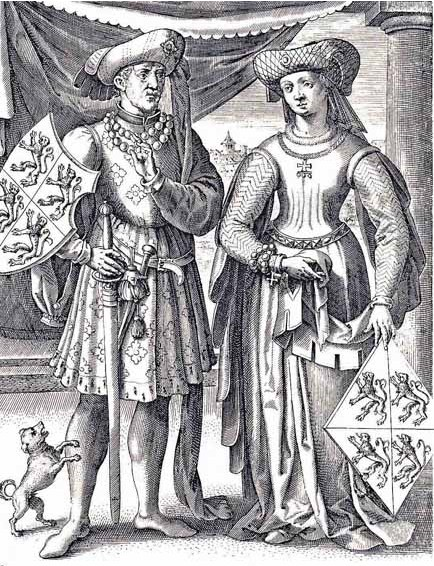
Венцель I и его супруга Жанна на рисунке 1600 года

В акте 1359 года Венцель I, герцог Люксембургский, и его жена Жанна, герцогиня Брабантская, заявили, что Хесвейк  находbтся в Брабанте, а значит владелец замка обязан исполнять волю своего сюзерена. В итоге Ян ван Бентхайм добровольно присоединился к войне против графства Фландрия. То есть он подтвердил свой статус вассала, которому принадлежит аллод. Это привело к тому, что у владельца замка появились серьёзные враги. В 1371-м и 1372 годах замок Хесвейк подвергся нападениям со стороны герцогств Гелдерн и Юлих-Берг.
Новым владельцем замка и окрестных земель стал Виллем ван дер Аа. Одновременно он являлся собственником замка Ньив-Херлаар. Виллем ван дер Аа сражался в битве при Басвайлере в 1371 году, попал в плен, но смог освободиться заплатив выкуп. В 1387 году он отдал владение Хесвейк в аренду властям Брабанта. В 1398 году войска герцогства Гелдерн сожгли деревни Хесвейк и Динтер, но не смогли захватить замок. В 1405 году Виллем ван дер Аа продал все свои владения, включая замок Хесвейк. Через четыре года он скончался.
Новым хозяином замка стал рыцарь Хендрик ван дер Лек (1354–1427). Его отцом был влиятельный аристократ Ян II ван Поланен (около 1325 — 1378). Будучи младшим сыном, Хендрик не мог унаследовать основную часть поместий своего отца, в том числе богатый феод Бреда. Хендрик был гофмейстером Жана IV, герцога Брабантского. Он также воевал в войске своего сюзерена и был членом Братства Богоматери в Хертогенбосе. Хендрик женился на Марии Дистской, брак с которой остался бездетным. Затем он женился на Джоанне Гистельской.
У Хендрика ван дер Лека родились две дочери от Джоанны Гистельской. Старшая, Жанна, в 1427 году унаследовала Хесвейк. Она вышла замуж за Яна ван Кайка, лорда Хогстратена. Жанна не имела детей и умерла в 1454 году. В итоге владения перешли в собственность младшая дочери, Эльселины. Ещё в 1446 году она вышла замуж за Эсташа де Бузи, владевшего имениями Вертен, Фелуи, Госсели, Роммери и другими.
Их второй сын Питер де Бузи унаследовал все владения матери и тёти. В 1473 году он женился (это был второй брак) на Маргарете Кулемборгской, наследнице владений Яна ван Кулемборга, лорда Боксмира и Спальбека. Питер возглавлял ополчение Хертогенбоса во многих конфликтах с герцогстовом Гельдерн. В одной из битв недалеко от Хереваардена 22 апреля 1479 года Питер де Бузи был смертельно ранен.
Маргарета Кулемборгская, вдова Питера де Бузи, вышла замуж за Виллема ван Эгмонда Штадхолдера Гельдернского. Их дочь Анна стала супругой Виллема III ван ден Берга. Однако собственность Питера де Бузи не могло перейти к его вдове, а оказалось унаследовано его сестрами: Маргаретой, Антонией, Джоанной и Изабеллой. Первые три сестры умерли бездетными (они ушли в монастырь). И в 1485 году граф Эттингена стал владельцем Хесвейка на том основании, что его жена была дочерью Изабеллы.

### XVI век
Корнелис ван Берген Зевенберген по прозвищу «Де Берж» (1458–1508/1509), владелец Гревенхука и Зевенбергена стал следующим хозяином замка, купив его в 1499 году. Он был гофмейстером короля Филиппа Красивого и стал обладателем Ордена Золотого руна в 1500 году. В 1513 году Корнелис стал губернатором региона Граве. Он также управлял коммунами Мелен и Гревенбрук. Корнелис женился на Марии Магдалене ван Страйен, увеличив за счёт приданого (имения Зевенберген, Норделос, Хемскерк и Капелле-ан-де-Эйссел) свои владения.
После смерти Корнелиса де Глимеса большая часть его состояния перешла к сыновьям. В то же время его младшая сестра Мария де Глимес вышла замуж за Луи де Линя, барона Барбансона. Замок Хесвейк сначала перешёл к Максимилиану, старшему сыну Корнелиса. Он был облечен в декабре 1509 года. В ходе очередного конфликта с Гелдерном (1512–1513 годы) враги осадили замок, но не смогли его захватить.
Максимилиану в 1521 году наследовал его брат Леонард де Глайм. Он умер в 1523 году, и замок перешёл в собственность младшего из братьев — Корнелиса ван Бергена (1490–1560), принца-епископа Льежа (с 1538 года). Корнелис решил продать Хесвейк. в 1555 году новым владельцем крепости оказался Иоганн I Остфрисландский. За 60 000 гульденов графу также достались: водяная мельница в Мидделрое и ветряная мельница в Шейнделе с фермой Вердонца, а также другие земли и постройки.
Иоганн женился на Доротее Австрийской (1516–1572), незаконнорожденной дочери Максимилиана I, императора Священной Римской империи. В её приданое входили замок Фалькенбург, Дюрбюи и Харлем. Кроме того, Доротея была фрейлиной венгерской королевы Марии.

### Эпоха Восьмидесятилетней войны
События Восьмидесятилетней войны достигла окрестностей замка в 1572-1573 годах, когда сначала общины Горинхем и Залтбоммел, а затем и Гертруденберг присоединились к Голландской республике. В 1578 году в замке Хесвейк разместился республиканский гарнизон из 20 человек. Ими командованием Жак де Вале. Однако в 1579 году мощная крепость Хертогенбос присоединилась к испанцам. Тогда для защиты ферм пришлось полагаться на ряд замков и укреплений. К концу 1579 года гарнизон замка Хесвейк также перешёл на сторону испанских Габсбургов.
В 1574 году хозяином Хесвейка стал Максимилиан Остфрисландский (1553–1591), сын Иоганна и Доротеи. Он был губернатором и генерал-капитаном Люксембурга и деятельно готовил замок к защите. Максимилиан женился на Барабаре де Лалаинг, сестре штатгальтера Гронингена. У него были сын Вернер и дочь Доротея. Вернер унаследовал владения отца и женился на Йоханне де Мероде Хуфализе. Но в 1599 году управление замком взял на себя губернатор Хертогенбоса.
1 ноября 1601 года к замку Хесвейк подошла армия Мориса Оранского. Как было принято в ту эпоху, немногочисленному гарнизону было предложили капитулировать на почётных условиях. Последовавший отказ оказался редким исключением. Осаждающие стали готовиться к штурму. Но он не понадобился, так как через несколько гарнизона скрытно покинул замок. Однако в ходе последующих событий Хесвейк всё же остался под контролем испанцев до заключения перемирия в 1609 году.
К концу Двенадцатилетнего перемирия (1609–1621) в замок Хесвейк были назначены новые управляющие. Вернер Остфрисландский умер в 1620 году, оставив только незаконнорожденную дочь Марию, а его сестра Доротея вышла замуж за генерал-лейтенанта Якова Серкласа (?-1624), старшего брата Иоганна Церкласа, графа Тилли. В этом браке родился Ян Вернера. Повзрослев, он получил титул графа, знаменосца Марбе и лорда Монтиньи. В числе прочего в 1621 году он стал следующим собственником Хесвейка.
В 1629 году Фредерик Генрих Оранский захватил замок Хесвейк. Мария Остфрисландская вышла замуж за Хендрика ван ден Берга. В 1633 году она умерла, а её долю в семейной собственности унаследовал Ян Вернер Церклас. Он стал также наследником своего знаменитого дяди. 14 марта 1633 года Ян Вернер женился на Марии Франсуазе де Монморанси, но следующее поколение Тилли не смогло унаследовать замок Хесвейк и в 1647 году он был продан.

### XVII и XVIII века

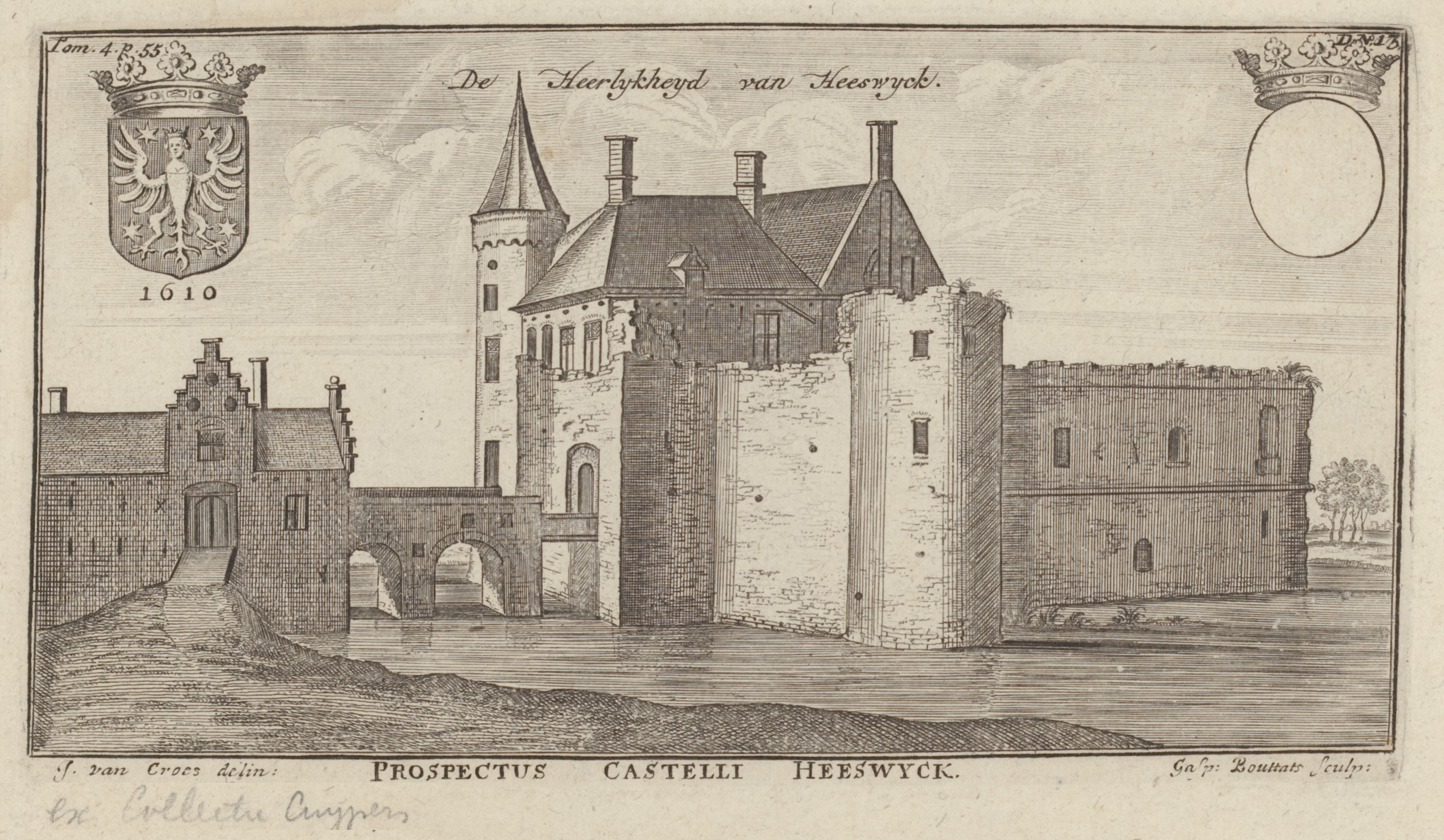
Замок на рисунке XVII века

20 апреля 1647 года Дирк ван Каттенбург, председательствующий в Хертогенбосе, и Юст ван Хедикхейзен, владелец имения Эккарт, выкупили регион Хесвейк вместе с замком. Дирк был губернатором Хертогенбоса с 1640 по 1643 год. Он умер в 1653 году. Юст ван Хедикхейзен жил недалеко от поместья Селденсате и умер в октябре 1647 года.
Так как законных наследником не осталось, то в 1649 году замок выкупил у властей Йонкхер Маттейс ван Асперен, капитан голландской армии. Он и был признан официальным владельцем в мае 1650 года. Позднее Маттейс стал полковником и командующим силами Хертогенбоса. В 1655 году он дал гарантию заложил замок своему кредитору Герарту Маесу, богатому ювелиру из Гааги. В 1672 году французский король Людовик XIV останавливался в замке Хесвейк во время своей военной кампании против Голландской республики.
Cледующим владельцем замка в 1679 году оказалась Элизабет Лассон, вдова Грарта Маеса. В 1684 году Хесвейк унаследовал Якоб ван дер Хувен. Он был женат на Агате Бриэль, родственнице семьи Ван Берестейнов. После кончины Якоба в 1691 году, имение унаследовала его вдова. В 1699 году её сын Якоб ван дер Хувен стал владельцем Хесвейка. Ему, в свою очередь, наследовал в 1719 году его сын Яков, который скончался в 1739 году.
Очередным хозяином замка в 1740 году стал Корнелис Спилман. Дело в том, что ещё в 1716 году он женился на Агате ван дер Хувен, сестре Якоба. Корнелис был внуком Корнелиса Спилмана (1628-1684), генерал-губернатора Голландской Ост-Индии. Корнелис умер в 1746 году. Его сменил Якоб Спилман (1722-1787), сделавший впечатляющую карьеру в Лейдене. В 1788 году ему наследовал сын Корнелис Якоб Спилман (1747–1825). Некоторое время замок был штаб-квартирой французского генерала Шарля Пишегрю. Французское присутствие также привело к отмене феодальных прав. Корнелису Якобу наследовал его сын Авраам Флорентиус (1784–1840), но в 1834 году семья продала свою собственность, включая Хесвейк.

### XIX век

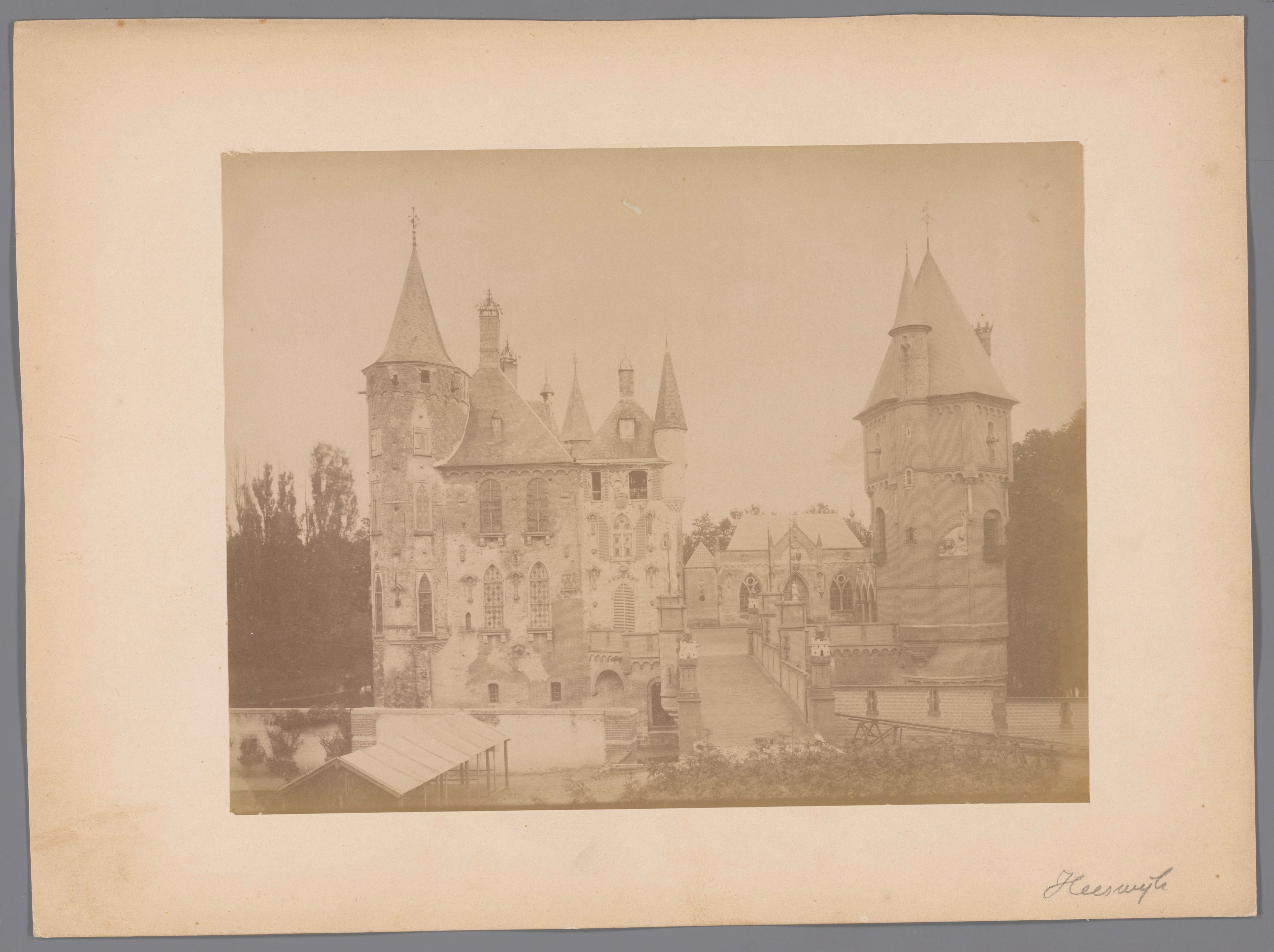
Замок на фотографии 1892 года

В 1834 году барон Андреас ван ден Богэрде ван Тербрюгге, губернатор Северного Брабанта, выкупил замок Хесвейк, который к тому времени пришёл в упадок и запустение. Новый собственник сразу же начал масштабные восстановительные работы. Замок был не просто отремонтирован, но и значительно расширен. В частности к нему добавили так называемую «Железную башню». Здесь хранилась коллекция предметов искусства и раритетов, собранная бароном и его сыновьями (Людовиком и Донатом). В эту эпоху замок приобрёл свой современный вид.
В 1836 году Ван ден Богэрде ван Тербрюгге и ещё шесть человек основали Provincial Genootschap van Kunsten en Wetenschappen, общество, которое впоследствии превратилось в Музей Северного Брабанта.

## XX век
Последний частный собственника замка, Виллем Ван ден Богэрде ван Тербрюгге, умер в 1974 году. Его вдова, Альбертина Ван ден Богэрде ван Тербрюгге, в 1976 году основала Фонд замка Хесвейк. Этот фонд является собственником комплекса с 1987 года.
Последний раз замок реставрировали в 2005 году.

## Современное использование
В замке располагается музей. Здесь находится внушительная коллекция предметов XIX века и произведений искусства. Кроме того, отдельную экспозицию представляет коллекция оружия. Замок открыт для посещения ежедневно. По предварительной договорённости в замке возможно проведение семинаров, торжеств и свадеб.

## Расположение
Замок Хесвейк построен на меандре (крутой излучине) реки Аа. После специальных работ, произведённых  в XX веке, река Аа протекала на некотором расстоянии от замка. Однако в начале XXI века старинное русло Аа, расположенное ближе к замку, было восстановлено. Река имела важное значение при перевозке товаров между Хертогенбосом и Хельмондом. Это, вероятно, и стало причиной строительства замка. С другой стороны, Аа была важной преградой на пути войск, идущих с востока на запад. Это также придавало замку стратегическое значение, сохранявшееся на протяжении веков.

## Галерея

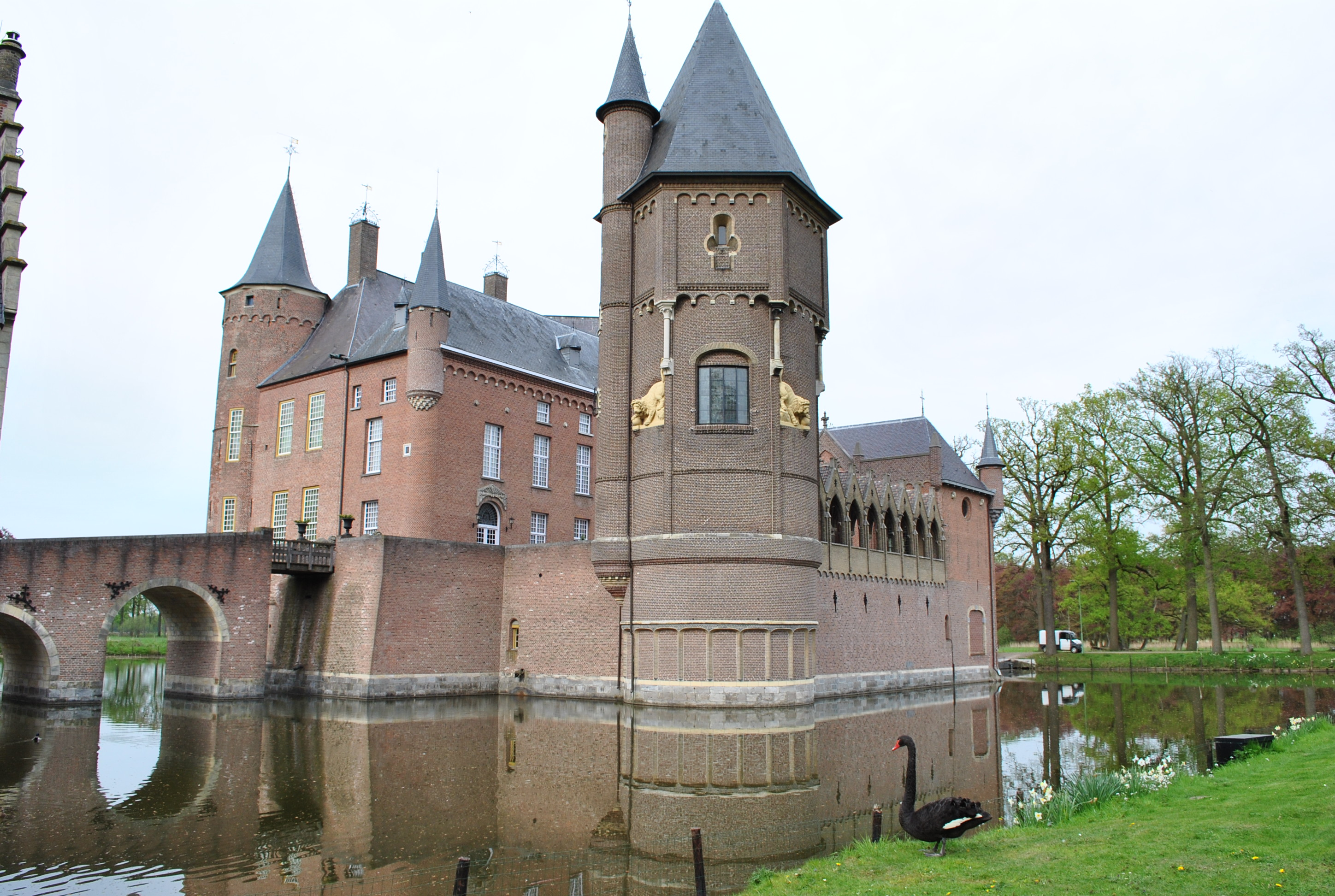
Главная башня, мост и замок с южной стороны
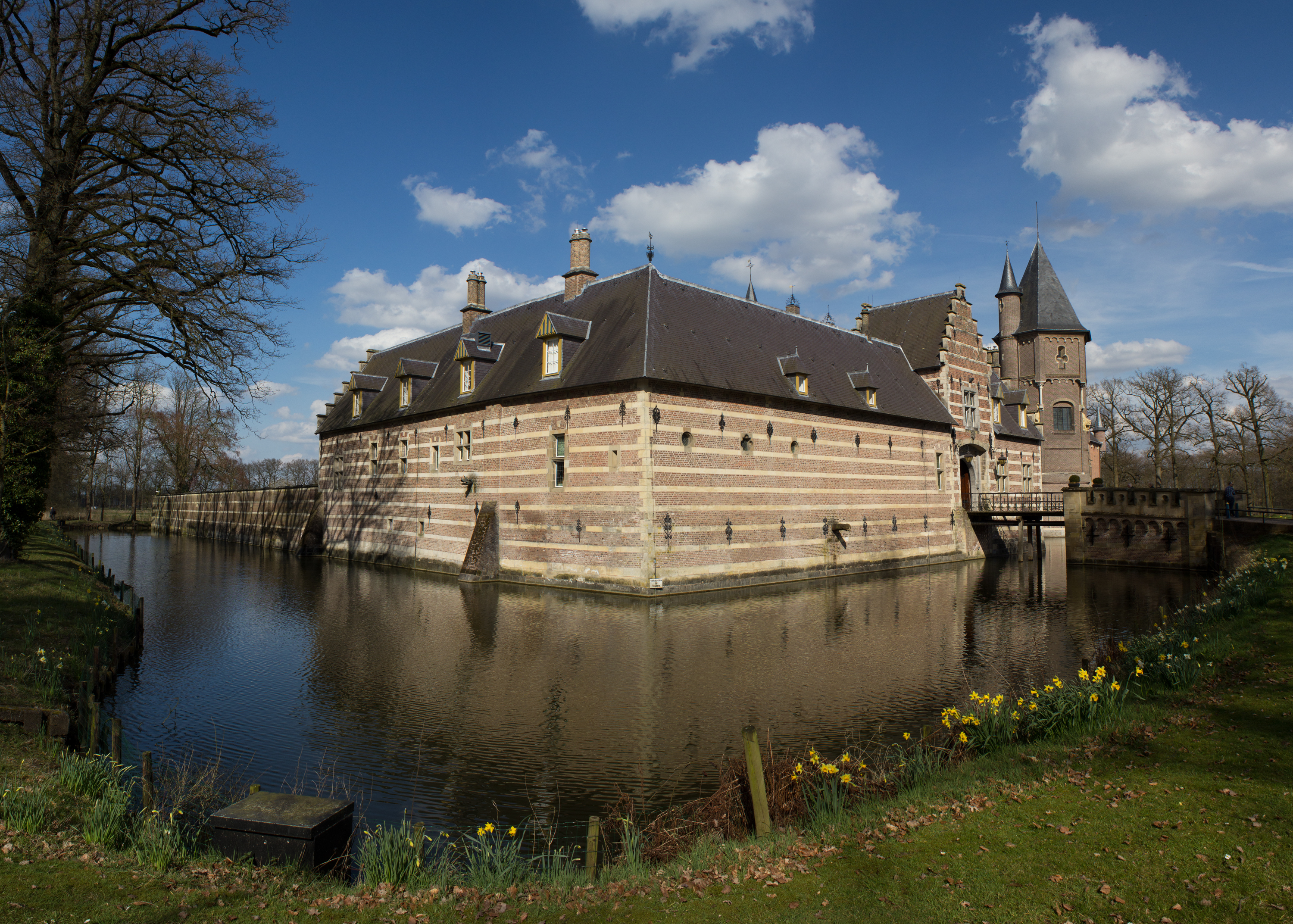
Вид форбурга с западной стороны
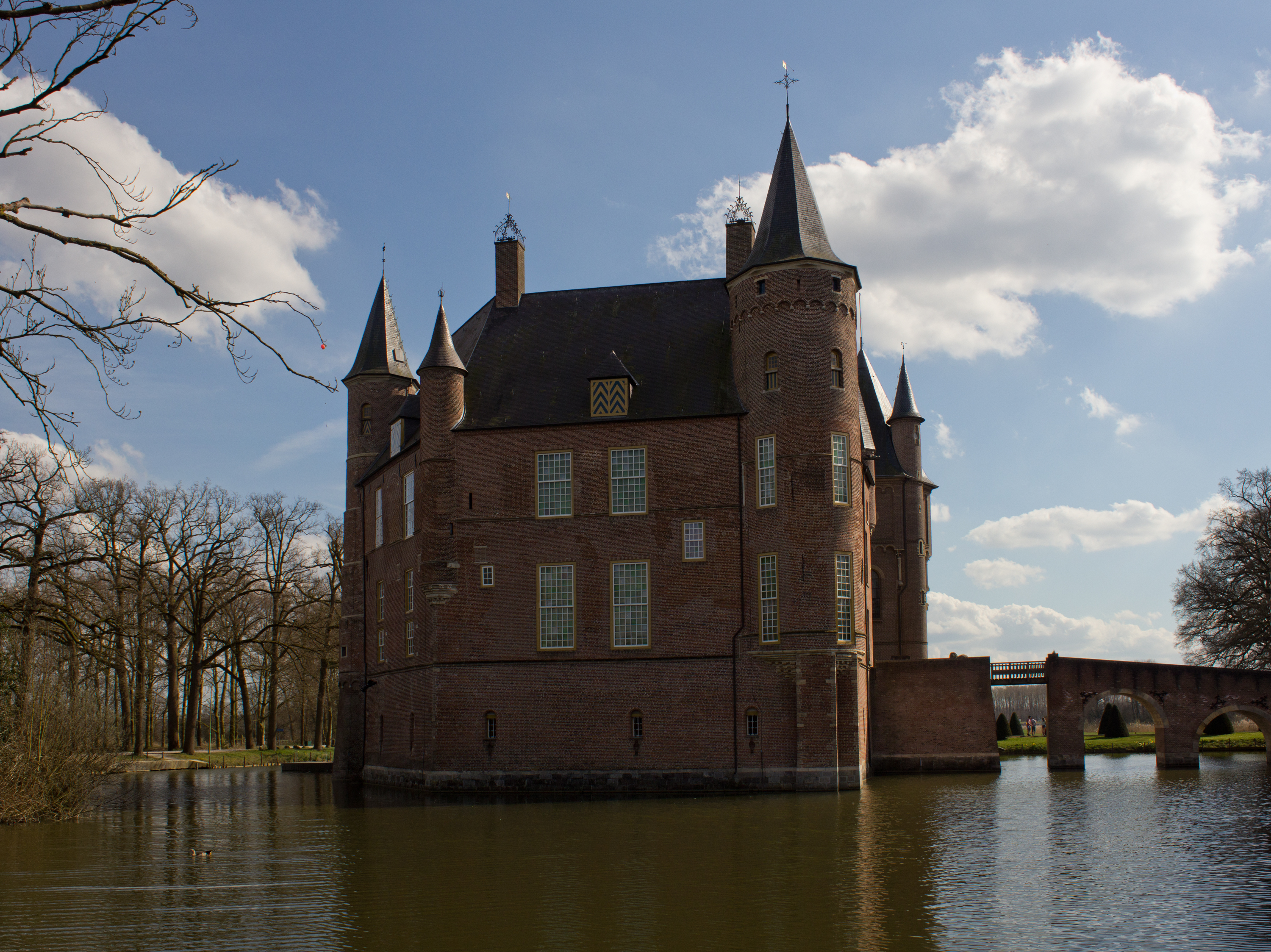
Главный замок с северной стороны
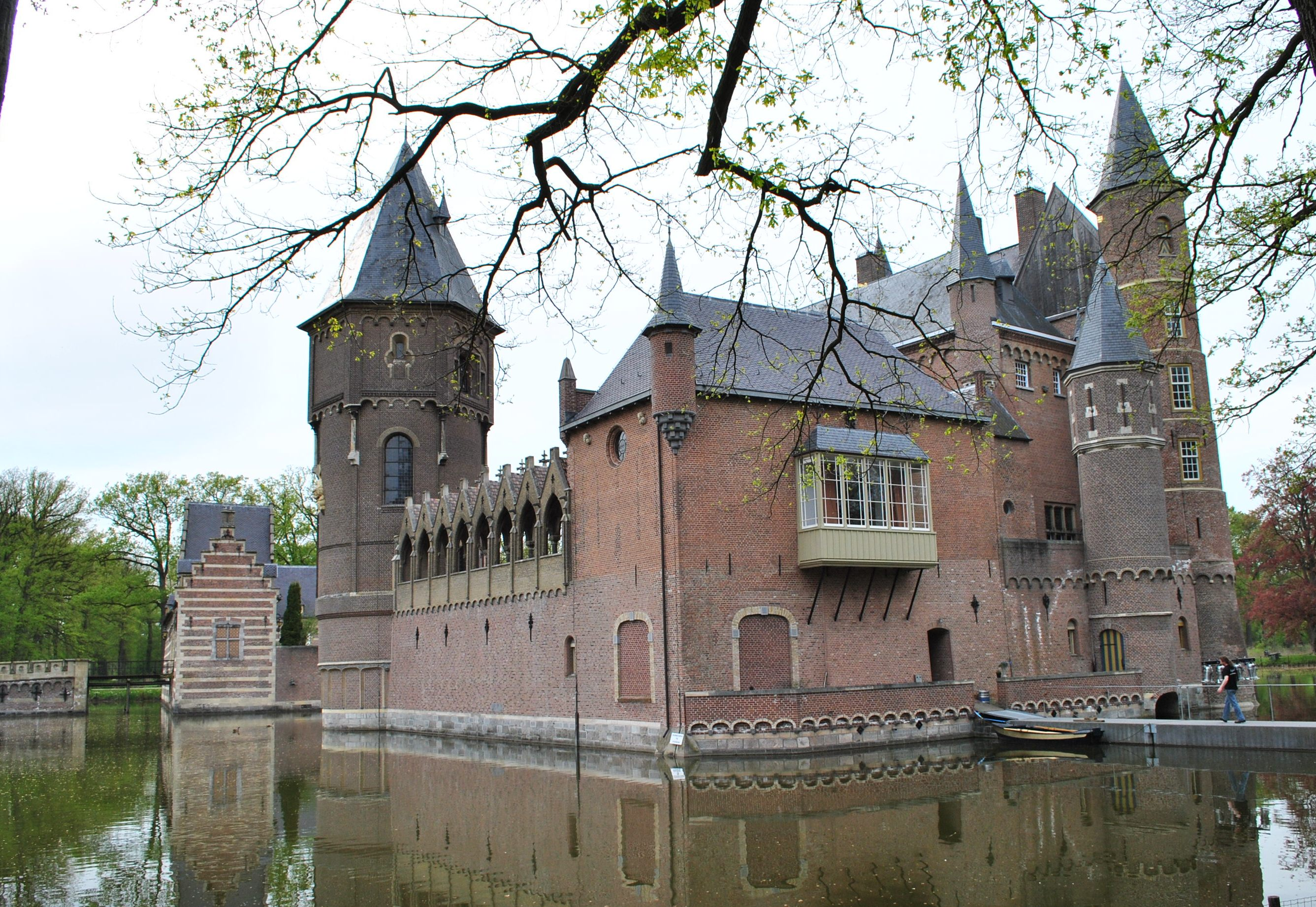
Вид главного замка с восточной стороны
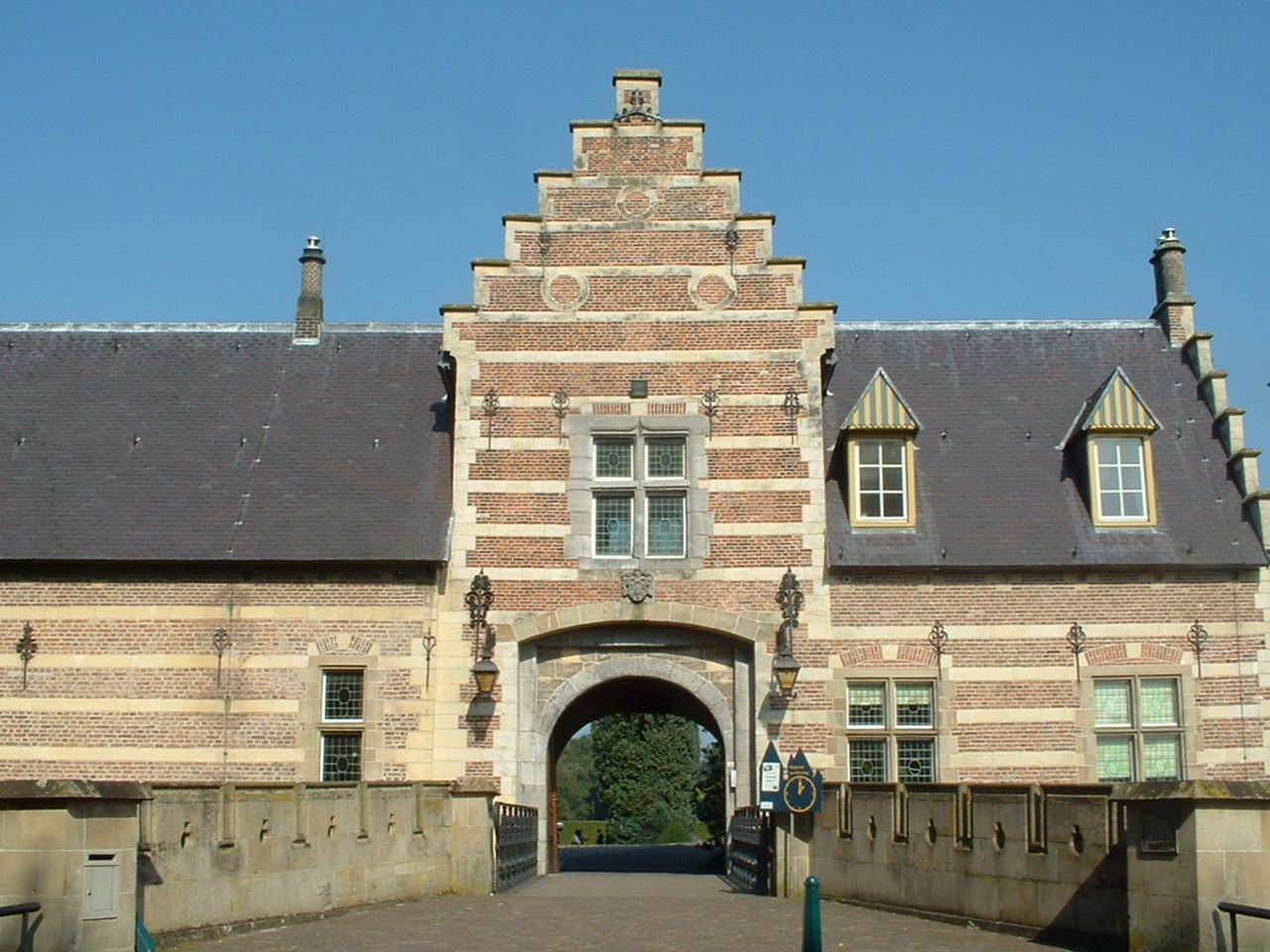
Мост, ведущий в форбург